# Phytobia lanei
Phytobia lanei är en tvåvingeart som beskrevs av Spencer 1966. Phytobia lanei ingår i släktet Phytobia och familjen minerarflugor. Inga underarter finns listade i Catalogue of Life.